# Радіоастрономічна обсерваторія «Світле»
«Світле» — радіоастрономічна обсерваторія (РАВ) біля села Світле, Приозерського району, Ленінградської області, Росія. Обсерваторію засновано Інститутом прикладної астрономії (ІПА) РАН в 1996 році.
Є Приозерським відділом ІПА РАН.
Це перший з трьох спостережних пунктів РНДБ мережі «Квазар-КВО»: «Світле», «Зеленчуцька» і «Бадари». Основний інструмент обсерваторії — радіотелескоп РТФ-32 — використовується в національних і міжнародних (EVN, IVS, Радіоастрон) астрономічних спостереженнях.

## Розташування
РАО «Світле» розташований за 80 км на північний захід від центру м. Санкт-Петербург. За кілометр від «Світлого» розташоване село Світле, якому обсерваторія завдячує своєю назвою. Біля підніжжя пагорба обсерваторії протікає річка Странниця.
За декілька кілометрів на захід, знаходяться гірськолижні курорти «Червоне озеро», «Сніжний» і «Золота долина». На базі «Червоне озеро» проходять національні і міжнародні змагання з фрістайлу.

В околицях обсерваторії розташовані безліч озер, з яких найбільш відомі Червоне і Мічурінське. Близько 20 місцевих озер, сполучених протоками, складають групу відому як Морозовські озера.

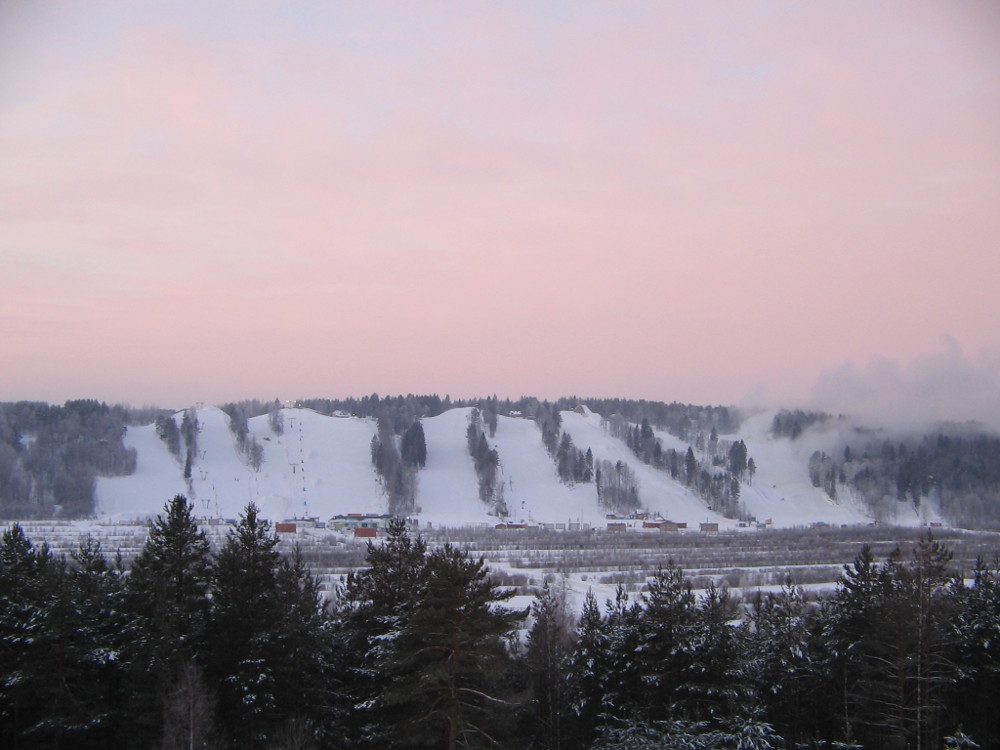
Вид з РТФ-32 на гірськолижні спуски
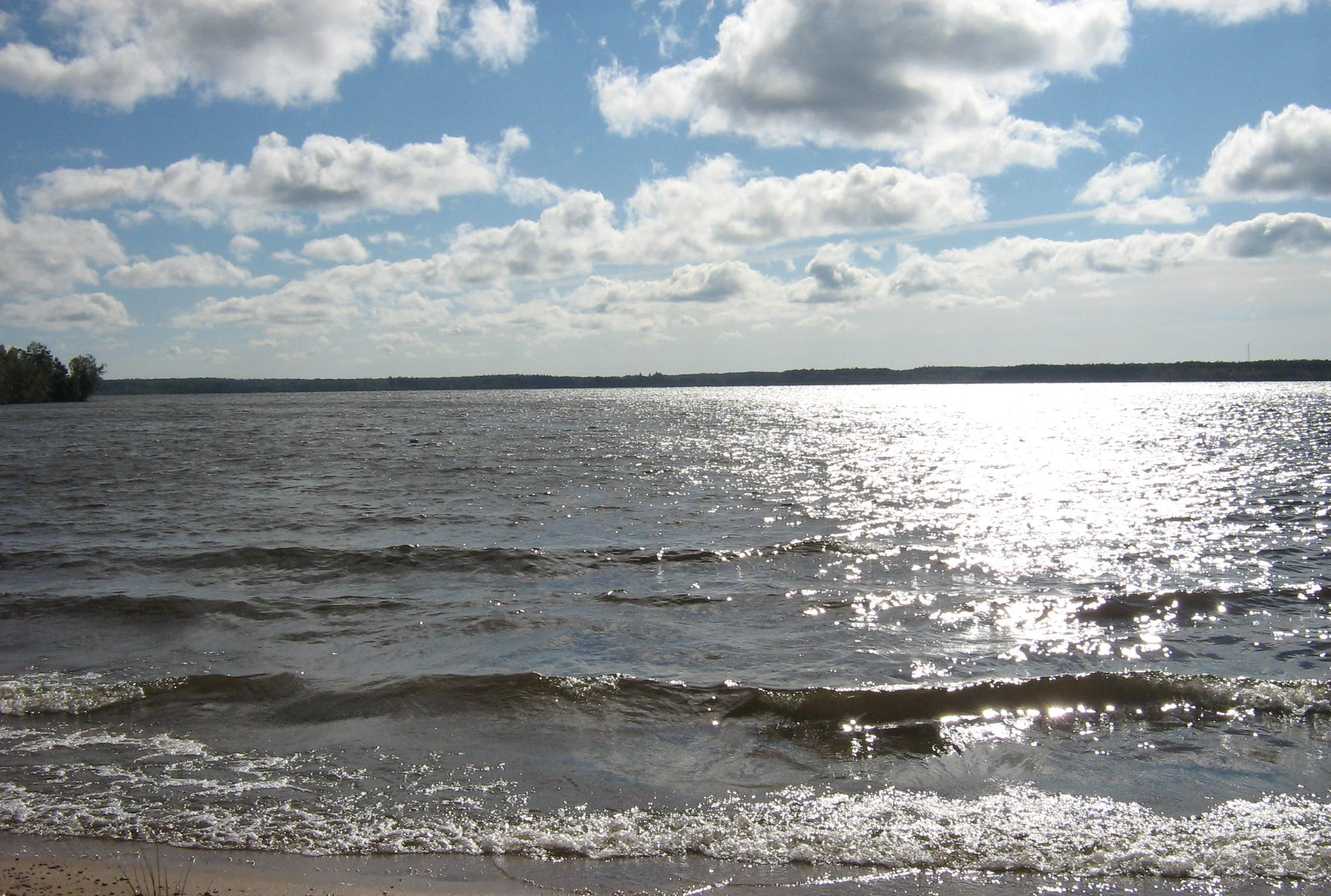
Мічурінське озеро

## Історія
1997 рік — РАО «Світле» введена в дослідну експлуатацію.
1999 рік — обсерваторія працює в штатному режимі.
2003 рік, 6 березня — радіотелескоп РТФ-32 почав брати участь у регулярних спостереженнях у складі мережі IVS (Міжнародної служби РНДБ спостережень для астрометрії та геодезії).

### Завідувачі обсерваторією
- з 1996 року: Рахімов Ісмаїл Ахмедович, проф., д.ф.-м.н.[6]

## Інструменти обсерваторії
- РТФ-32 — повноповоротний прецизійний радіотелескоп з діаметром головного дзеркала D = 32 м і фокусною відстанню F = 11,4 м; робочий діапазон довжин хвиль від 1,35 до 21 см; антенна система — модифікована схема Кассегрена. Конструкція РТФ-32 розроблена ЦНДІПБК ім. М.П. Мельникова[ru][7][8].

- Vaisala[en] WXT510 — автоматична цифрова метеостанція.

- Javad GNSS Delta-G3T — GPS/ГЛОНАСС-приймач.

- Meade LX200 16" (D = 40 см, F = 4 м) — оптичний телескоп.

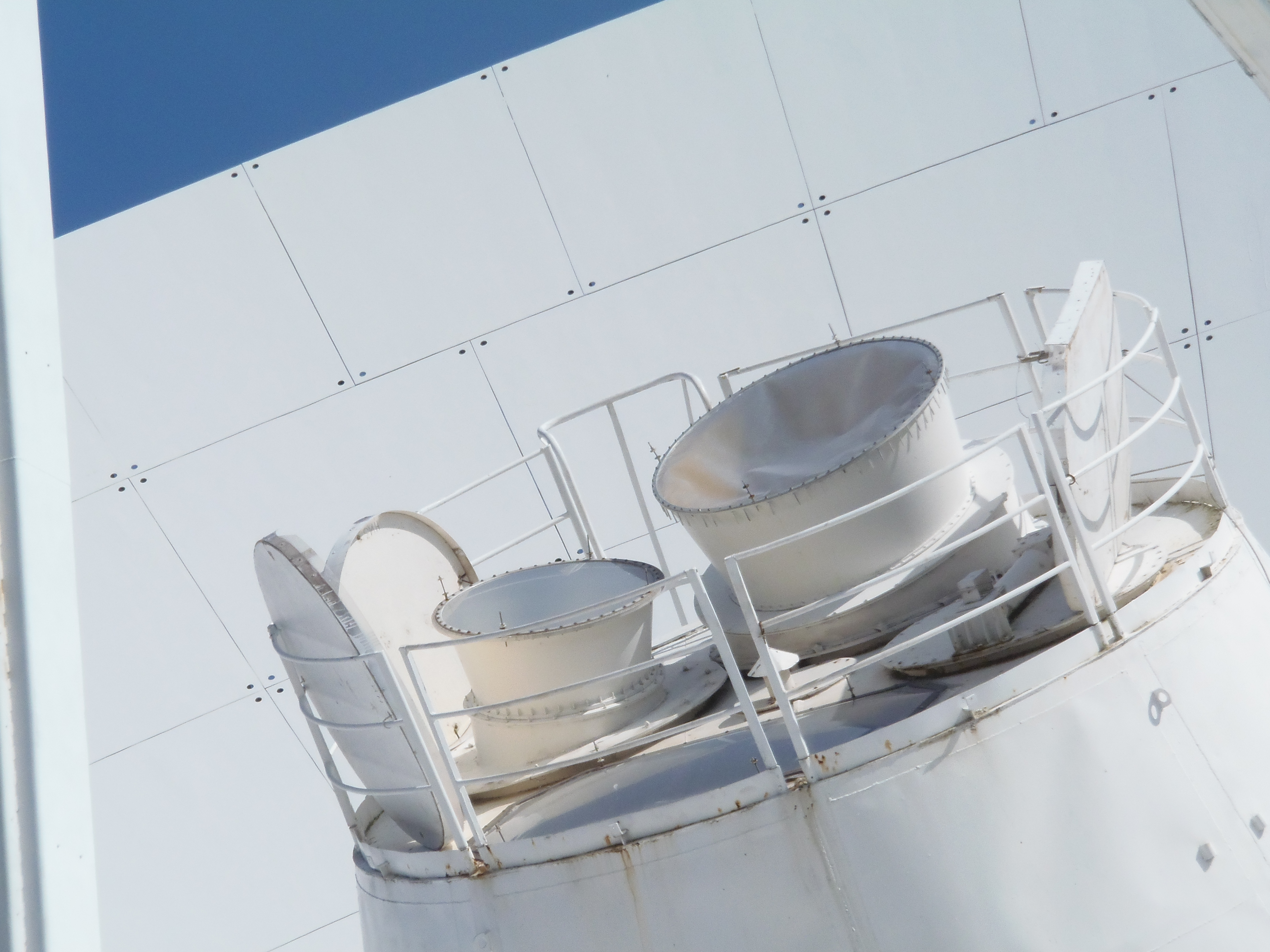
Рупорні опромінювачі телескопа
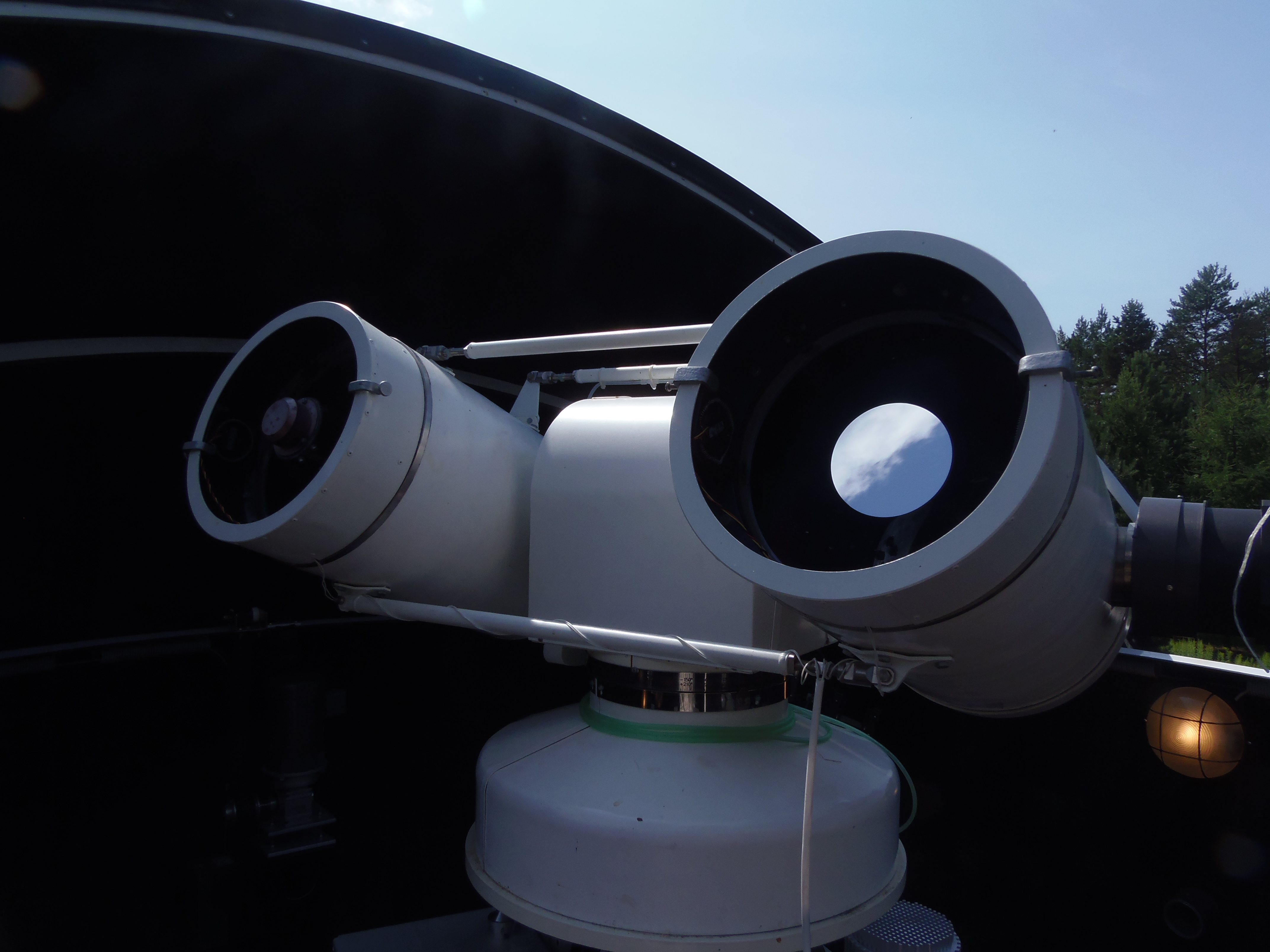
Лазерний далекомір «Сажень - ТМ-БІС»
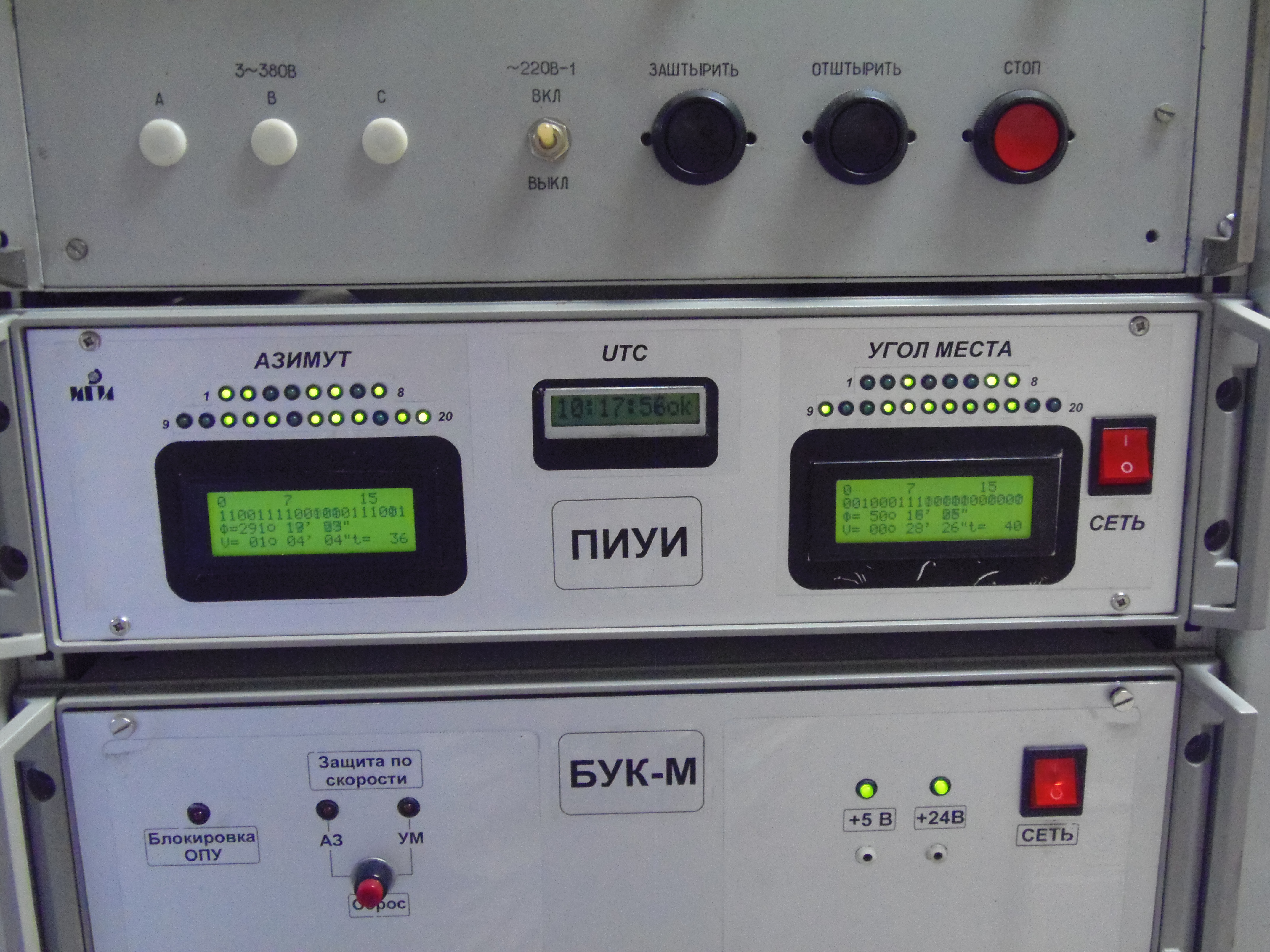
Показання положення радіотелескопа на блоці електроприводу азимутального і кутомісцевого обертання
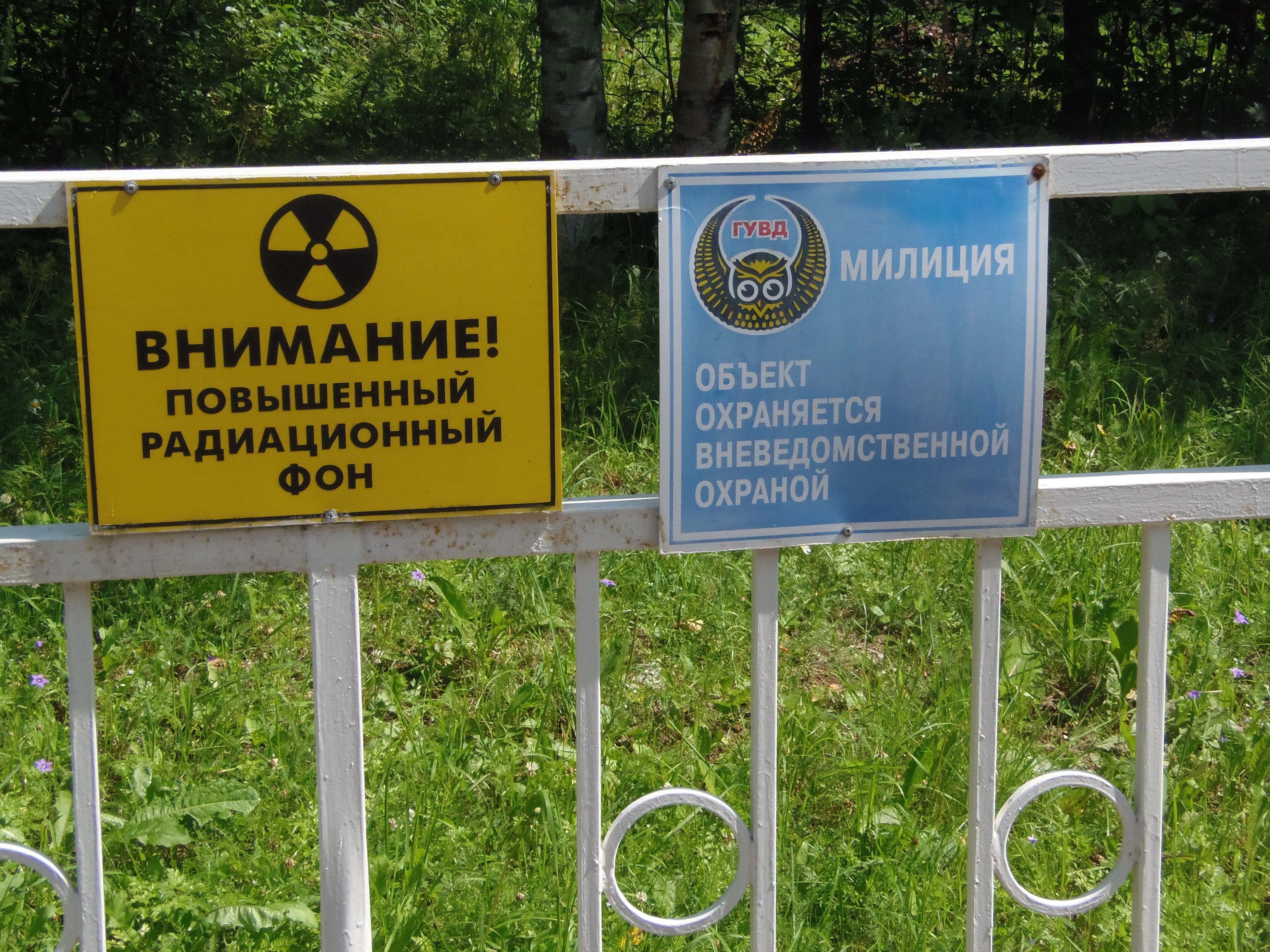
Попереджувальні таблички на воротах

## Напрямки досліджень
- Радіоінтерферометрія з наддовгими базами;
- Астрометрія;
- Астрофізика:
  - Сонце[9] і планети сонячної системи;
  - Галактичні і позагалактичні об'єкти (наднові, мікроквазари, квазари, гамма-сплески тощо);
- Геодинаміка;
- Спектральна радіоастрономія.

## Основні досягнення
- з 2003 року учасник мережі IVS (Міжнародної служби РНДБ-спостережень для астрометрії та геодезії)[4].
- з листопада 2009 року учасник мережі EVN (Європейська РНДБ мережа)[10][11].
- Цикл радіоастрономічних спостережень за програмою «Радіоастрон».

## Адреса
- 188833, Росія, Ленінградська область, Приозерський район, сел. Світле[3].